# Benitochromis nigrodorsalis
Benitochromis nigrodorsalis е вид бодлоперка от семейство Цихлиди (Cichlidae). Видът е застрашен от изчезване.

## Разпространение
Разпространен е в Камерун.

## Описание
На дължина достигат до 7,8 cm.